# Туран, Нури
Осман Нури Туран (тур. Osman Nuri Turan; 4 июля 1924 — 5 января 2016) — турецкий легкоатлет, выступавший в метании диска и толкании ядра. Участник летних Олимпийских игр 1952 года.

## Биография
Нури Туран родился 4 июля 1924 года.
В 1951 году завоевал бронзовую медаль Средиземноморских игр в Александрии в толкании ядра, показав результат 14,71 метра.
В 1952 году вошёл в состав сборной Турции на летних Олимпийских играх в Хельсинки. В метании диска занял в квалификации предпоследнее, 31-е место, показав результат 41,45 метра — на 5,55 метра меньше норматива, дававшего право выступить в финале. В толкании ядра занял в квалификации последнее, 20-е место с результатом 13,00 — на 1,60 метра меньше норматива, дававшего путёвку в финал.
В 1960 году был знаменосцем сборной Турции на церемонии открытия летних Олимпийских игр в Риме.
Умер 5 января 2016 года.

## Личные рекорды
- Метание диска — 48,34 (1958)[4]
- Толкание ядра — 14,82 (1958)[4]